# Euroliga 2021-22
La temporada 2021-22 de la Turkish Airlines EuroLeague (la máxima competición de clubes de baloncesto de Europa) fue la 22.ª edición de la Euroliga de baloncesto, organizada por la Euroleague Basketball y la undécima bajo el patrocinio comercial de Turkish Airlines. Incluyendo la competición previa de la Copa de Europa de la FIBA, es la 65.ª edición de la máxima competición del baloncesto masculino de clubes europeos.
La temporada empezó el 30 de septiembre de 2021 y finalizó el 21 de mayo de 2022.

## Equipos
Un total de dieciocho equipos participan esta temporada. Las etiquetas en los paréntesis muestran cómo cada equipo se ha clasificado. Trece equipos ya estaban clasificados como clubes con una licencia, mientras que cinco están como clubes asociados, basado en sus méritos.
- EC: clasificado como campeón de la EuroCup.
- WC: tarjeta de invitación.

| Barcelona   | Olympiacos       | Anadolu Efes   | Žalgiris      |
| Baskonia    | Panathinaikos    | Fenerbahçe     | CSKA Moscow   |
| Real Madrid | Maccabi Tel Aviv | Olimpia Milano | Bayern Munich |
| LDLC ASVEL  |                  |                |               |

| ALBA Berlin (WC)            | Monaco (EC) | UNICS (EC) | Crvena zvezda (WC) |
| Zenit Saint Petersburg (WC) |             |            |                    |

## Sedes y localización
| Equipo                     | Ciudad          | Pabellón                     | Capacidad |
| -------------------------- | --------------- | ---------------------------- | --------- |
| ALBA Berlin                | Berlín          | Mercedes-Benz Arena          | 14,500    |
| Anadolu Efes               | Estambul        | Sinan Erdem Dome             | 16,000    |
| A\|X Armani Exchange Milan | Milán           | Mediolanum Forum             | 12,700    |
| Barcelona                  | Barcelona       | Palau Blaugrana              | 7,585     |
| Bitci Baskonia             | Vitoria         | Buesa Arena                  | 15,504    |
| Bayern Munich              | Múnich          | Audi Dome                    | 6,700     |
| Crvena zvezda mts          | Belgrado        | Štark Arena                  | 18,386    |
| Crvena zvezda mts          | Belgrado        | Aleksandar Nikolić Hall      | 8,000     |
| CSKA Moscú                 | Moscú           | Megasport Arena              | 13,344    |
| Fenerbahçe Beko            | Estambul        | Ülker Sports and Event Hall  | 13,059    |
| LDLC ASVEL                 | Villeurbanne    | Astroballe                   | 5,556     |
| Maccabi Playtika Tel Aviv  | Tel Aviv        | Menora Mivtachim Arena       | 10,383    |
| Monaco                     | Mónaco          | Azur Arena Antibes           | 5,249     |
| Olympiacos                 | El Pireo        | Peace and Friendship Stadium | 11,640    |
| Panathinaikos OPAP         | Atenas          | O.A.K.A.                     | 18,989    |
| Real Madrid                | Madrid          | WiZink Center                | 15,000    |
| UNICS                      | Kazán           | Basket-Hall Kazan            | 7,482     |
| Žalgiris                   | Kaunas          | Žalgirio Arena               | 15,415    |
| Zenit Saint Petersburg     | San Petersburgo | Sibur Arena                  | 7,120     |

### Cambios de entrenador
| Equipo        | Entrenador saliente | Forma de salida         | Fecha                | Posición en tabla | Reemplazado con     | Fecha del acuerdo    |
| ------------- | ------------------- | ----------------------- | -------------------- | ----------------- | ------------------- | -------------------- |
| Panathinaikos | Oded Kattash        | Mutuo acuerdo           | 26 de junio de 2021  | Pretemporada      | Dimitrios Priftis   | 26 de junio de 2021  |
| UNICS         | Dimitrios Priftis   | Fichó por Panathinaikos | 26 de junio de 2021  | Pretemporada      | Velimir Perasović   | 29 de junio de 2021  |
| Fenerbahçe    | Igor Kokoškov       | Ruptura de contrato     | 27 de julio de 2021  | Pretemporada      | Aleksandar Đorđević | 31 de junio de 2021  |
| Alba Berlin   | Aíto García Reneses | Sabático                | 17 de agosto de 2021 | Pretemporada      | Israel González     | 17 de agosto de 2021 |
| Žalgiris      | Martin Schiller     | Ruptura de contrato     | 8 de octubre de 2021 | 18.º (0-2)        | Jure Zdovc          | 8 de octubre de 2021 |

### Árbitros
Un total de 72 árbitros de la Euroleague Basketball dirigieron los partidos de EuroLeague y EuroCup en 2021/22:
| Árbitro                     | País        | Desde (EL/EC) | Temp. hasta 21/22 |
| --------------------------- | ----------- | ------------- | ----------------- |
| Gentian Cici                | Albania     | —             | —                 |
| Leandro Lezcano             | Argentina   | 2021          | 1                 |
| Nick Van den Broeck         | Bélgica     | —             | —                 |
| Denis Hadžić                | Croacia     | 2019          | 3                 |
| Josip Radojković            | Croacia     | —             | —                 |
| Luka Kardum                 | Croacia     | —             | —                 |
| Sreten Radović              | Croacia     | 2007          | 15                |
| Tomislav Hordov             | Croacia     | —             | —                 |
| Robert Vyklický             | Chequia     | 2003          | 19                |
| Aare Halliko                | Estonia     | 2011          | 11                |
| Rain Peerandi               | Estonia     | —             | —                 |
| Hugues Thépénier            | Francia     | 2018          | 4                 |
| Joseph Bissang              | Francia     | —             | —                 |
| Maxime Boubert              | Francia     | 2021          | 1                 |
| Mehdi Difallah              | Francia     | 2017          | 5                 |
| Anne Panther                | Alemania    | 2016          | 6                 |
| Robert Lottermoser          | Alemania    | 2004          | 18                |
| Steve Bittner               | Alemania    | 2021          | 1                 |
| Eduard Udyanskyy            | Reino Unido | —             | —                 |
| Christos Christodoulou      | Grecia      | —             | —                 |
| Elias Koromilas             | Grecia      | —             | —                 |
| Ioannis Foufis              | Grecia      | —             | —                 |
| Vasileios Pitsilkas         | Grecia      | 2021          | 1                 |
| Vasiliki Tsaroucha          | Grecia      | 2019          | 3                 |
| Adar Peer                   | Israel      | 2021          | 1                 |
| Amit Balak                  | Israel      | —             | —                 |
| Seffi Shemmesh              | Israel      | —             | —                 |
| Carmelo Paternicò           | Italia      | —             | —                 |
| Guido Giovannetti           | Italia      | 2021          | 1                 |
| Luigi Lamonica              | Italia      | 2001          | 21                |
| Michele Rossi               | Italia      | —             | —                 |
| Kristaps Konstantinovs      | Letonia     | —             | —                 |
| Oļegs Latiševs              | Letonia     | 2007          | 15                |
| Artūras Šukys               | Lituania    | —             | —                 |
| Gytis Vilius                | Lituania    | 2018          | 4                 |
| Jurgis Laurinavičius        | Lituania    | —             | —                 |
| Igor Dragojević             | Montenegro  | —             | —                 |
| Miloš Koljenšić             | Montenegro  | —             | —                 |
| Jakub Zamojski              | Polonia     | —             | —                 |
| Marcin Kowalski             | Polonia     | —             | —                 |
| Piotr Pastusiak             | Polonia     | —             | —                 |
| Tomasz Trawicki             | Polonia     | —             | —                 |
| Fernando Rocha              | Portugal    | 2000          | 22                |
| Sérgio Silva                | Portugal    | —             | —                 |
| Artem Lavrukhin             | Rusia       | 2019          | 3                 |
| Stanislav Valeev            | Rusia       | —             | —                 |
| Ilija Belošević             | Serbia      | —             | —                 |
| Marko Juras                 | Serbia      | —             | —                 |
| Milivoje Jovčić             | Serbia      | —             | —                 |
| Uroš Nikolić                | Serbia      | —             | —                 |
| Uroš Obrknežević            | Serbia      | —             | —                 |
| Damir Javor                 | Eslovenia   | 2007          | 15                |
| Mario Majkić                | Eslovenia   | —             | —                 |
| Matej Boltauzer             | Eslovenia   | 2004          | 18                |
| Milan Nedović               | Eslovenia   | —             | —                 |
| Saša Pukl                   | Eslovenia   | 2001          | 21                |
| Sašo Petek                  | Eslovenia   | —             | —                 |
| Benjamín Jiménez            | España      | 2011          | 11                |
| Carlos Cortés Rey           | España      | 2013          | 9                 |
| Carlos Peruga               | España      | 2004          | 18                |
| Daniel Hierrezuelo          | España      | 2001          | 21                |
| Emilio Pérez Pizarro        | España      | —             | —                 |
| Jordi Aliaga                | España      | 2018          | 4                 |
| Juan Carlos García González | España      | —             | —                 |
| Miguel Ángel Pérez          | España      | 2003          | 19                |
| Saulius Racys               | Suecia      | —             | —                 |
| Sébastien Clivaz            | Suiza       | 2019          | 3                 |
| Emin Moğulkoç               | Turquía     | —             | —                 |
| Hüseyin Çelik               | Turquía     | —             | —                 |
| Sinan Isguder               | Turquía     | —             | —                 |
| Borys Ryzhyk                | Ucrania     | —             | —                 |
| Mykola Ambrosov             | Ucrania     | —             | —                 |

## Liga regular

### Clasificación
| Pos. | Equipo                   | PJ | G  | P  | PF   | PC   | DP   | Pts | Clasificación              |
| ---- | ------------------------ | -- | -- | -- | ---- | ---- | ---- | --- | -------------------------- |
| 1    | Barcelona                | 28 | 21 | 7  | 2275 | 2101 | +174 | 49  | Clasificados para playoffs |
| 2    | Olympiacos               | 28 | 19 | 9  | 2222 | 2045 | +177 | 47  | Clasificados para playoffs |
| 3    | AX Armani Exchange Milan | 28 | 19 | 9  | 2069 | 1992 | +77  | 47  | Clasificados para playoffs |
| 4    | Real Madrid              | 28 | 18 | 10 | 2181 | 2079 | +102 | 46  | Clasificados para playoffs |
| 5    | Maccabi Tel Aviv         | 28 | 17 | 11 | 2272 | 2209 | +63  | 45  | Clasificados para playoffs |
| 6    | Anadolu Efes             | 28 | 16 | 12 | 2322 | 2221 | +101 | 44  | Clasificados para playoffs |
| 7    | AS Monaco                | 28 | 15 | 13 | 2311 | 2225 | +86  | 43  | Clasificados para playoffs |
| 8    | Bayern Munich            | 28 | 14 | 14 | 2123 | 2105 | +18  | 42  | Clasificados para playoffs |
| 9    | Bitci Baskonia           | 28 | 12 | 16 | 2116 | 2186 | −70  | 40  |                            |
| 10   | ALBA Berlin              | 28 | 12 | 16 | 2121 | 2239 | −118 | 40  |                            |
| 11   | Crvena zvezda mts        | 28 | 12 | 16 | 2041 | 2089 | −48  | 40  |                            |
| 12   | Fenerbahçe Beko          | 28 | 10 | 18 | 2051 | 2099 | −48  | 38  |                            |
| 13   | Panathinaikos OPAP       | 28 | 9  | 19 | 2089 | 2235 | −146 | 37  |                            |
| 14   | LDLC ASVEL               | 28 | 8  | 20 | 2036 | 2239 | −203 | 36  |                            |
| 15   | Žalgiris                 | 28 | 8  | 20 | 2084 | 2249 | −165 | 36  |                            |
| 16   | Zenit Saint Petersburg   | 0  | 0  | 0  | 0    | 0    | 0    | 0   | Excluidos                  |
| 17   | CSKA Moscow              | 0  | 0  | 0  | 0    | 0    | 0    | 0   | Excluidos                  |
| 18   | UNICS                    | 0  | 0  | 0  | 0    | 0    | 0    | 0   | Excluidos                  |

 Fuente: EuroLeague
Criterios de clasificación: Todos los puntos anotados en las prórrogas no se cuentan en las clasificación, tampoco para las situaciones de desempate.

### Resultados
| Local \ Visitante          | BER   | EFS    | AXM   | FCB   | BAS   | BAY   | CZV    | CSK    | FNB   | ASV   | MTA    | ASM    | OLY   | PAO    | RMB   | UNK     | ZAL   | ZEN   |
| -------------------------- | ----- | ------ | ----- | ----- | ----- | ----- | ------ | ------ | ----- | ----- | ------ | ------ | ----- | ------ | ----- | ------- | ----- | ----- |
| ALBA Berlin                | —     | 63–90  | 81–76 | 79–95 | 76–80 | 69–82 | 74–70  | 90–93  | 84–70 | 67–71 | 91–86  | 92–84  | 90–75 | 87–78  | 74–89 | 81–53   | 82–74 | 76–67 |
| Anadolu Efes               | 87–77 | —      | 77–83 | 93–95 | 87–72 | 81–76 | 84–83  | 96–100 | 84–79 | 78–72 | 109–77 | 98–77  | 88–69 | 82–81  | 93–90 | 71–68   | 94–60 | 79–90 |
| A\|X Armani Exchange Milan | 84–76 | 75–71  | —     | 75–70 | 89–78 | 84–77 | 79–62  | 84–74  | 60–71 | 73–72 | 83–72  | 63–72  | 72–93 | 75–54  | 73–75 | –1      | 65–58 | –1    |
| Barcelona                  | 96–64 | 82–77  | 73–75 | —     | 93–67 | 71–66 | 82–70  | 81–73  | 88–67 | 84–71 | 80–104 | 88–83  | 79–78 | 86–60  | 93–80 | 111–109 | 96–73 | 84–58 |
| Baskonia                   | 85–68 | 87–74  | 64–78 | 94–75 | —     | 77–84 | 93–74  | 74–80  | 77–62 | 91–66 | 69–87  | 78–66  | 62–72 | 81–79  | 60–88 | –1      | 96–79 | 82–90 |
| Bayern Munich              | 62–56 | 83–71  | 83–77 | 72–80 | 76–81 | —     | 82–57  | –1     | 71–63 | 73–65 | 70–52  | 78–83  | 88–98 | 81–78  | 76–80 | –1      | 74–65 | –1    |
| Crvena zvezda mts          | 63–78 | 93–85  | 57–63 | 69–76 | 86–83 | 81–78 | —      | –1     | 74–69 | 73–67 | 84–77  | 80–91  | 81–76 | 81–48  | 65–62 | 78–98   | 73–61 | 76–80 |
| CSKA Moscú                 | 91–72 | 97–99  | 57–67 | –1    | –1    | 77–74 | 78–76  | —      | 82–91 | 90–83 | 74–73  | –1     | 88–82 | 97–77  | –1    | 67–88   | –1    | 77–67 |
| Fenerbahçe Beko            | 57–66 | 84–89  | 43–68 | 74–76 | 75–53 | 81–76 | 61–57  | –1     | —     | 85–76 | 90–79  | 96–86  | 94–80 | 59–62  | 66–51 | 80–41   | 73–67 | –1    |
| LDLC ASVEL                 | 80–82 | 75–73  | 80–81 | 60–80 | 69–72 | 68–77 | 69–67  | 70–68  | 84–82 | —     | 85–93  | 75–100 | 80–94 | 63–76  | 74–87 | 82–91   | 88–76 | 61–71 |
| Maccabi Playtika Tel Aviv  | 87–78 | 78–92  | 75–58 | 85–68 | 94–93 | 69–68 | 63–75  | 84–75  | 85–76 | 94–73 | —      | 95–84  | 84–69 | 77–73  | 75–74 | 74–85   | 76–62 | –1    |
| Monaco                     | 91–74 | 102–80 | 65–71 | 81–85 | 78–68 | 94–71 | 70–62  | 83–71  | 92–78 | 84–85 | 82–76  | —      | 92–72 | 75–63  | 84–90 | 74–85   | 82–83 | 74–85 |
| Olympiacos                 | 87–83 | 87–85  | 67–58 | 92–68 | 75–50 | 83–60 | 72–76  | –1     | 67–65 | 89–54 | 90–73  | 86–65  | —     | 107–72 | 74–68 | –1      | 83–68 | –1    |
| Panathinaikos OPAP         | 82–67 | 95–69  | 75–76 | 82–85 | 75–63 | 80–67 | 79–73  | 74–98  | 91–87 | 70–75 | 83–95  | 83–91  | 65–84 | —      | 87–86 | 72–74   | 83–96 | 70–64 |
| Real Madrid                | 87–64 | 82–69  | 92–88 | 68–86 | 89–74 | 88–97 | 79–67  | 71–65  | 70–69 | 70–58 | 72–70  | 94–86  | 75–67 | 88–65  | —     | 85–68   | 95–82 | 85–64 |
| UNICS                      | 85–71 | 75–67  | 97–71 | 70–64 | 83–69 | 73–70 | 77–84  | 75–86  | –1    | –1    | –1     | 80–88  | 84–87 | –1     | 65–58 | —       | 66–53 | 69–70 |
| Žalgiris                   | 71–79 | 71–85  | 70–74 | 91–84 | 72–68 | 73–75 | 103–98 | 51–73  | 86–75 | 68–72 | 78–94  | 98–107 | 73–84 | 76–69  | 68–47 | 67–76   | —     | 64–70 |
| Zenit Saint Petersburg     | 75–66 | 76–67  | 74–70 | –1    | 83–54 | 79–71 | 58–69  | –1     | 80–86 | –1    | 73–71  | 77–86  | 84–78 | –1     | 68–75 | –1      | –1    | —     |

1 La participación de los equipos rusos se suspende debido a la invasión rusa de Ucrania de 2022, de acuerdo con la decisión de la Junta Ejecutiva de Accionistas de Activos Comerciales (ECA) de la Euroliga del 28 de febrero.

## Fase Final

### Equipos clasificados
| Pos. | Equipo                     | PJ | G  | P  | GF   | GC   | DG   | Pts | Clasificación                        |
| ---- | -------------------------- | -- | -- | -- | ---- | ---- | ---- | --- | ------------------------------------ |
| 1    | FC Barcelona               | 28 | 21 | 7  | 2275 | 2101 | +174 | 49  | Ventaja de campo en los playoffs     |
| 2    | Olympiacos                 | 28 | 19 | 9  | 2222 | 2045 | +177 | 47  | Ventaja de campo en los playoffs     |
| 3    | A\|X Armani Exchange Milan | 28 | 19 | 9  | 2069 | 1992 | +77  | 47  | Ventaja de campo en los playoffs     |
| 4    | Real Madrid                | 28 | 18 | 10 | 2181 | 2079 | +102 | 46  | Ventaja de campo en los playoffs     |
| 5    | Maccabi Playtika Tel Aviv  | 28 | 17 | 11 | 2272 | 2209 | +63  | 45  | Sin ventaja de campo en los playoffs |
| 6    | Anadolu Efes Istanbul      | 28 | 16 | 12 | 2322 | 2221 | +101 | 44  | Sin ventaja de campo en los playoffs |
| 7    | AS Monaco                  | 28 | 15 | 13 | 2311 | 2225 | +86  | 43  | Sin ventaja de campo en los playoffs |
| 8    | FC Bayern Munich           | 28 | 14 | 14 | 2123 | 2105 | +18  | 42  | Sin ventaja de campo en los playoffs |

 Fuente: EuroLeague

### Series
| Equipo 1                 | Series | Equipo 2                  | 1.er partido | 2.º partido | 3.er partido | 4.º partido | 5.º partido |
| ------------------------ | ------ | ------------------------- | ------------ | ----------- | ------------ | ----------- | ----------- |
| FC Barcelona             | 3–2    | FC Bayern Munich          | 77–67        | 75–90       | 66–75        | 59–52       | 81-72       |
| Real Madrid              | 3–0    | Maccabi Playtika Tel Aviv | 84–74        | 95–66       | 76–87        | –           | –           |
| AX Armani Exchange Milan | 1–3    | Anadolu Efes Istanbul     | 48–64        | 73–66       | 77–65        | 75–70       | –           |
| Olympiacos               | 3–2    | AS Mónaco                 | 71–54        | 72–96       | 83–87        | 78–77       | 94-88       |

### Final Four
La Final Four es la etapa culminante de la Euroliga 2021-22, y se celebra en mayo de 2022. La Final Four cuenta con los cuatro ganadores de las cuatro series de Playoffs en un torneo a partido único por eliminación. Los perdedores de las semifinales juegan por el tercer puesto y cuarto puesto y los ganadores pelean por el campeonato. Las semifinales se disputan el 19 de mayo y la final el 21 de mayo. Todos los partidos se juegan en el Štark Arena, en Belgrado, Serbia.
|  | Semifinales           | Semifinales           | Semifinales           |                       |             | Final              | Final              | Final              |  |
|  | 19 de mayo de 2022    | 19 de mayo de 2022    | 19 de mayo de 2022    |                       |             | 21 de mayo de 2022 | 21 de mayo de 2022 | 21 de mayo de 2022 |  |
|  |                       |                       |                       |                       |             |                    |                    |                    |  |
|  |                       |                       |                       |                       |             |                    |                    |                    |  |
|  | FC Barcelona          | FC Barcelona          | 83                    |                       |             |                    |                    |                    |  |
|  | FC Barcelona          | FC Barcelona          | 83                    |                       |             |                    |                    |                    |  |
|  | Real Madrid           | Real Madrid           | 86                    |                       |             |                    |                    |                    |  |
|  | Real Madrid           | Real Madrid           | 86                    |                       | Real Madrid | Real Madrid        | 57                 |                    |  |
|  |                       |                       |                       |                       | Real Madrid | Real Madrid        | 57                 |                    |  |
|  |                       |                       | Anadolu Efes Istanbul | Anadolu Efes Istanbul | 58          |                    |                    |                    |  |
|  | Olympiacos            | Olympiacos            | Anadolu Efes Istanbul | Anadolu Efes Istanbul | 58          | 74                 |                    |                    |  |
|  | Olympiacos            | Olympiacos            |                       |                       |             | 74                 |                    |                    |  |
|  | Anadolu Efes Istanbul | Anadolu Efes Istanbul | 77                    |                       |             | Tercer lugar       | Tercer lugar       | Tercer lugar       |  |
|  | Anadolu Efes Istanbul | Anadolu Efes Istanbul | 77                    |                       |             | Tercer lugar       | Tercer lugar       | Tercer lugar       |  |
|  |                       |                       |                       |                       |             |                    |                    |                    |  |
|  |                       |                       |                       |                       |             | FC Barcelona       | FC Barcelona       | 84                 |  |
|  |                       |                       |                       |                       |             | FC Barcelona       | FC Barcelona       | 84                 |  |
|  |                       |                       |                       |                       |             | Olympiacos         | Olympiacos         | 74                 |  |
|  |                       |                       |                       |                       |             | Olympiacos         | Olympiacos         | 74                 |  |
|  |                       |                       |                       |                       |             |                    |                    |                    |  |

## Estadísticas
Hasta el 6 de abril de 2022.
| Rank | Nombre           | Equipo           | PPP  |
| ---- | ---------------- | ---------------- | ---- |
| 1.   | Vasilije Micić   | Anadolu Efes     | 18.1 |
| 2.   | Nikola Mirotić   | Barcelona        | 16.8 |
| 3.   | Mike James       | AS Monaco        | 16.5 |
| 4.   | Scottie Wilbekin | Maccabi Tel Aviv | 15.2 |
| 5.   | Will Clyburn     | CSKA Moscú       | 14.9 |

| Rank | Nombre         | Equipo        | APP |
| ---- | -------------- | ------------- | --- |
| 1.   | Lorenzo Brown  | UNICS Kazan   | 6.1 |
| 2.   | Nick Calathes  | Barcelona     | 6.0 |
| 3.   | Mike James     | AS Monaco     | 5.8 |
| 4.   | Shane Larkin   | Anadolu Efes  | 5.4 |
| 5.   | Kostas Sloukas | Olimpiakos BC | 5.1 |

| Rank | Nombre               | Equipo                   | RPP |
| ---- | -------------------- | ------------------------ | --- |
| 1.   | Georgios Papagiannis | Panathinaikos BC         | 8.1 |
| 2.   | Walter Tavares       | Real Madrid              | 8.0 |
| 3.   | Nicolò Melli         | AX Armani Olimpia Milano | 6.7 |
| 4.   | Tonye Jekiri         | UNICS Kazan              | 6.5 |
| 5.   | Luke Sikma           | ALBA Berlín              | 6.4 |

| Rank | Nombre              | Equipo        | VPP  |
| ---- | ------------------- | ------------- | ---- |
| 1.   | Nikola Mirotić      | Barcelona     | 20.0 |
| 2.   | Walter Tavares      | Real Madrid   | 19.6 |
| 3.   | Shane Larkin        | Anadolu Efes  | 18.4 |
| 4.   | Aleksander Vezenkov | Olimpiakos BC | 17.8 |
| 5.   | Mike James          | AS Monaco     | 17.7 |

## Galardones
Se listan los galardones oficiales de la Euroliga 2021–22.

### Jugador de la jornada
Liga regular
| Jornada | Jugador               | Equipo                    | Val. | Ref.   |
| ------- | --------------------- | ------------------------- | ---- | ------ |
| 1       | Scottie Wilbekin      | Maccabi Playtika Tel Aviv | 32   | [ 51 ] |
| 2       | Tornike Shengelia     | CSKA Moscú                | 29   | [ 52 ] |
| 3       | Tornike Shengelia (2) | CSKA Moscú                | 37   | [ 53 ] |
| 4       | Brandon Davies        | Barcelona                 | 38   | [ 54 ] |
| 5       | Will Clyburn          | CSKA Moscú                | 32   | [ 55 ] |
| 6       | Daryl Macon           | Panathinaikos OPAP        | 38   | [ 56 ] |
| 7       | Élie Okobo            | LDLC ASVEL                | 37   | [ 57 ] |
| 8       | Chris Jones           | LDLC ASVEL                | 27   | [ 58 ] |
| 9       | Nikola Mirotić        | Barcelona                 | 37   | [ 59 ] |
| 10      | Scottie Wilbekin (2)  | Maccabi Playtika Tel Aviv | 37   | [ 60 ] |
| 11      | Lorenzo Brown         | UNICS                     | 31   | [ 61 ] |
| 12      | William Howard        | LDLC ASVEL                | 33   | [ 62 ] |
| 13      | Sasha Vezenkov        | Olympiacos                | 36   | [ 63 ] |
| 14      | Nikola Mirotić (2)    | Barcelona                 | 39   | [ 64 ] |
| 15      | Mike James            | AS Monaco                 | 31   | [ 65 ] |
| 15      | Vasilije Micić        | Anadolu Efes              | 31   | [ 65 ] |
| 16      | Shane Larkin          | Anadolu Efes              | 37   | [ 66 ] |
| 17      | Wade Baldwin          | Bitci Baskonia            | 33   | [ 67 ] |
| 18      | Billy Baron           | Zenit Saint Petersburg    | 30   | [ 68 ] |
| 19      | Shane Larkin (2)      | Anadolu Efes              | 30   | [ 69 ] |
| 20      | Daniel Hackett        | CSKA Moscú                | 26   | [ 70 ] |
| 21      | Daniel Hackett (2)    | CSKA Moscú                | 38   | [ 71 ] |
| 22      | Ante Žižić            | Maccabi Tel Aviv          | 33   | [ 72 ] |
| 23      | Nikola Milutinov      | CSKA Moscú                | 28   | [ 73 ] |
| 24      | James Nunnally        | Maccabi Tel Aviv          | 38   | [ 74 ] |
| 25      | Nikola Milutinov (2)  | CSKA Moscow               | 36   | [ 75 ] |
| 26      | Nicolás Laprovittola  | Barcelona                 | 27   | [ 76 ] |
| 27      | Vasilije Micić (2)    | Anadolu Efes              | 30   | [ 77 ] |
| 28      | Dante Exum (2)        | Barcelona                 | 31   | [ 78 ] |
| 29      | Maodo Lô              | Alba Berlin               | 34   | [ 79 ] |
| 30      | Wade Baldwin (2)      | Bitci Baskonia            | 29   | [ 80 ] |
| 31      | Vasilije Micić (3)    | Anadolu Efes              | 29   | [ 81 ] |
| 31      | Howard Sant-Roos      | Panathinaikos             | 29   | [ 81 ] |
| 32      | Sasha Vezenkov (2)    | Olympiacos                | 36   | [ 82 ] |
| 33      | Shane Larkin (3)      | Anadolu Efes              | 36   | [ 83 ] |
| 34      | Georgios Papagiannis  | Panathinaikos             | 31   | [ 84 ] |

Playoffs
| Jornada | Jugador              | Equipo       | Val. | Ref.   |
| ------- | -------------------- | ------------ | ---- | ------ |
| 1       | Brandon Davies (2)   | Barcelona    | 24   | [ 85 ] |
| 2       | Vincent Poirier      | Real Madrid  | 31   | [ 86 ] |
| 3       | Nikola Mirotić (3)   | Barcelona    | 31   | [ 87 ] |
| 4       | Tibor Pleiß          | Anadolu Efes | 37   | [ 88 ] |
| 5       | Nicolás Laprovíttola | Barcelona    | 30   | [ 89 ] |

### Jugador del mes
| Mes       | Semana | Jugador            | Equipo      | Ref.   |
| 2021      | 2021   | 2021               | 2021        | 2021   |
| --------- | ------ | ------------------ | ----------- | ------ |
| Octubre   | 1-7    | Nikola Mirotić     | Barcelona   | [ 90 ] |
| Noviembre | 8-12   | Edy Tavares        | Real Madrid | [ 91 ] |
| Diciembre | 13-18  | Nikola Mirotić (2) | Barcelona   | [ 92 ] |
| 2022      |        |                    |             |        |
| Enero     | 19-23  | Guerschon Yabusele | Real Madrid | [ 93 ] |
| Febrero   | 24-27  | Sasha Vezenkov     | Olympiacos  | [ 94 ] |
| Marzo     | 28-33  | Mike James         | AS Monaco   | [ 95 ] |
| Abril     | 34-PO5 |                    |             |        |